# Schlemaite
La schlemaite è un minerale.